# Simulium luadiense
Simulium luadiense es una especie de insecto del género Simulium, familia Simuliidae, orden Diptera.
Fue descrita científicamente por Elsen, Fain & Boeck, 1983.